# بيرخسه ماس

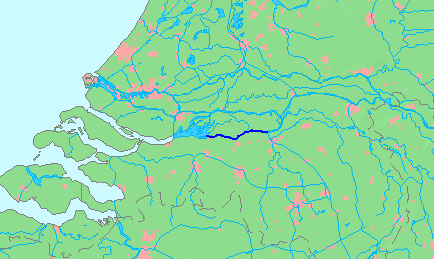
خريطة مقربة توضح موقع القناة بهولندا

خريطة توضح موقع القناة بهولندا

بيرخسه ماس (Bergsche Maas) هي قناة تم تشييدها عام 1904 كي تكون فرع من نهر الميز (بالفرنسية: Meuse) في مقاطعة شمال برابنت بهولندا.